# Bio-energie

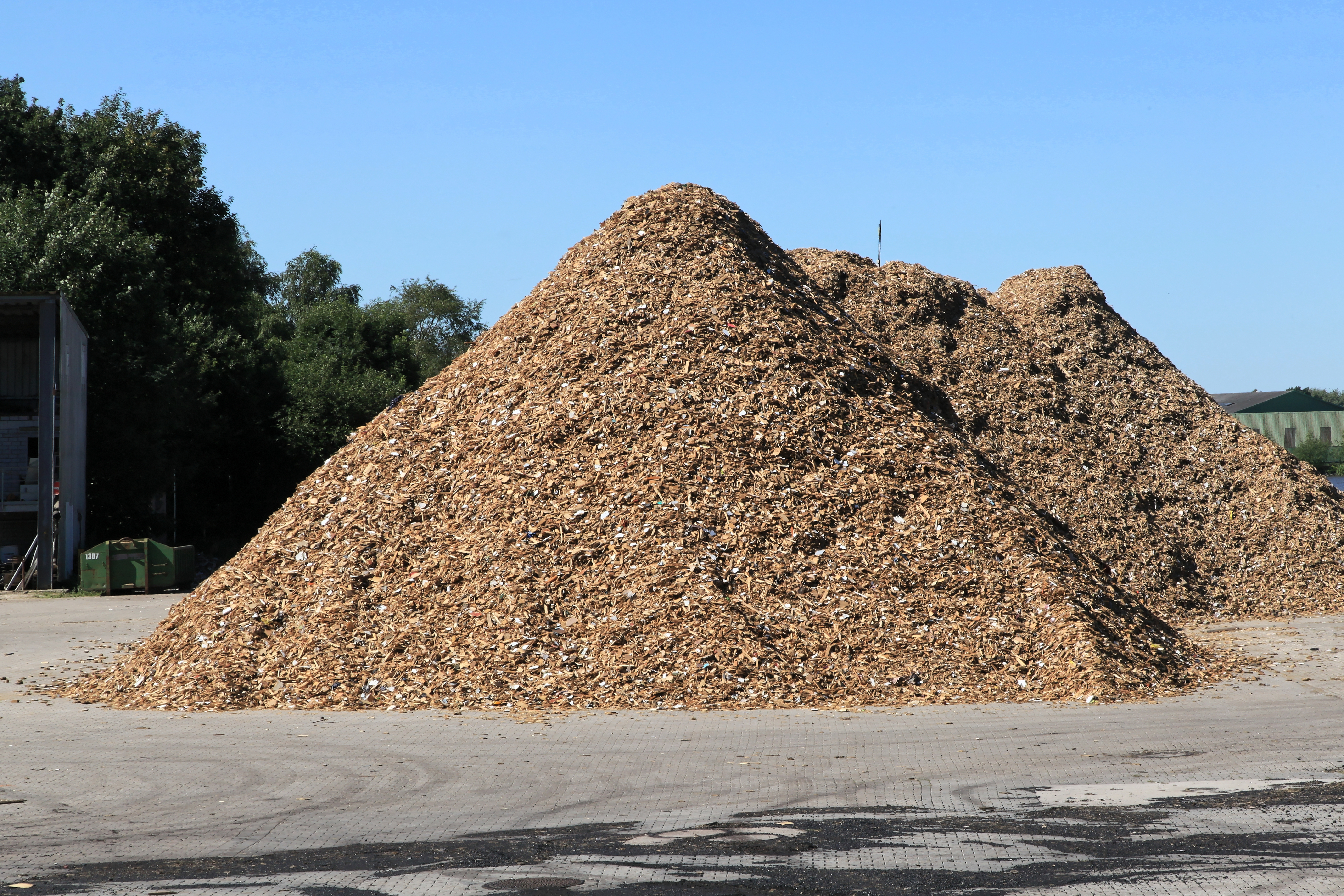
Berg houtsnippers

Bio-energie of energie uit biomassa is energie uit energiedragers die rechtstreeks, dan wel via een chemische omweg, zijn gewonnen uit recent gevormd organisch materiaal of biomassa.
Bio-energie heeft een lange staat van dienst. De geschiedenis heeft geleerd dat de mogelijkheden beperkt zijn. Het Romeinse Rijk draaide op bio-energie, maar had daar niet genoeg van, met economische crises als gevolg. Het Verenigd Koninkrijk zag zich in de Industriële Revolutie gedwongen over te schakelen op kolen, omdat er van geen kanten genoeg bio-energie was.
Bio-energie heeft in Europa meer aandacht gekregen vanwege een mogelijke bijdrage aan de energietransitie. In de Europese richtlijn ter bevordering van het gebruik van energie uit hernieuwbare bronnen (Richtlijn 2009/28/EG) wordt de volgende definitie voor biomassa gehanteerd:
De biologisch afbreekbare fractie van producten, afvalstoffen en residuen van biologische oorsprong uit de landbouw (met inbegrip van plantaardige en dierlijke stoffen), de bosbouw en aanverwante bedrijfstakken, met inbegrip van de visserij en de aquacultuur, alsmede de biologisch afbreekbare fractie van industrieel en huishoudelijk afval.
Energie uit biomassa wordt verkregen door verbranding, vaak na vergisting of vergassing. Biomassa bestaat uit allerlei organische materialen, zoals akkerbouwproducten, groente-afval, hout, mest, plantaardige olie en snoei-afval.
Bio-energie wordt soms aangemerkt als CO2-neutraal vanwege de korte koolstofkringloop, omdat de bij verbranding vrijkomende CO2 weer opgenomen kan worden als er equivalente biomassa aangroeit. In hoeverre het gebruik van biomassa als energiebron in de praktijk duurzaam is, hangt af van diverse voorwaarden. De voornaamste hiervan zijn een gegarandeerde heropname van de uitgestoten CO2 op korte termijn, geen berokkende schade aan de biodiversiteit en geen concurrentie met voedselproductie. Over in hoeverre aan deze voorwaarden wordt voldaan of voldaan kan worden ontstaat dikwijls discussie. Daarnaast bestaan er zorgen rondom fijnstof en diverse afvalstoffen die meestal vrijkomen bij verbranding van biomassa.

## Verwerking van biomassa tot bio-energie
Biomassa kan op diverse manieren verwerkt worden:
- thermochemisch
- biologisch
- fysisch
- chemisch

### Thermochemische verwerking
De thermochemische verwerking omvat ten eerste de verbranding van biomassa. Hierbij wordt de warmte die vrijkomt gebruikt voor de opwekking van elektriciteit en verwarming.
Ten tweede kan biomassa ook vergast worden. De biomassa wordt met een kleine hoeveelheid water verhit tot hoge temperaturen (meestal tussen 1300 en 1500 °C) in afwezigheid van zuurstof, zodat er een brandbaar gasmengsel ontstaat. Dit synthesegas kan na reiniging toegepast worden voor opwekking van elektriciteit of warmte, maar kan ook gebruikt worden als grondstof in de chemische industrie.
Als laatste thermochemisch proces hebben we de pyrolyse. Daarbij wordt de biomassa, onder afsluiting van lucht, zo verhit dat de organische massa uit elkaar valt in kleinere bestanddelen. Hierdoor ontstaat afhankelijk van de temperatuur kool of olie en komen brandbare gassen vrij, die ook weer gebruikt kunnen worden voor de opwekking van elektriciteit en/of warmte.
Een andere mogelijkheid is een deel van de ontstane kool ter verbetering van de structuur van de grond weer terug de aarde in te ploegen. Dit is een van weinige manieren om koolstof weer uit de circulatie te halen.

### Biologische verwerking
Biomassa kan ook biologisch verwerkt worden, dit door anaerobe gisting. Biomassa wordt onder afwezigheid van zuurstof omgezet in water, biogas en een residu. Biogas is een brandbaar mengsel van methaan en kooldioxide dat na reiniging kan worden gebruikt voor turbines of ketels, eventueel bijgemengd in aardgas.
De verschillende stappen in de anaerobe vergisting zijn:
1. Hydrolyse, de omzetting van complex, onopgelost materiaal in minder complexe opgeloste stoffen, die dan door de bacterie kunnen worden opgenomen.
2. Fermentatie of zuurvorming, de opgeloste stoffen worden in de cellen van de bacteriën omgezet naar eenvoudigere verbindingen, die weer worden uitgescheiden. De fermentatieproducten zijn vluchtige vetzuren, alcoholen, melkzuur CO2, NH3, H2S en nieuw celmateriaal.
3. Acetogenese (intermediaire zuurvorming), fermentatieproducten omgezet in acetaat, waterstof en carbonaat.
4. Methanogenese, deze worden omgezet in CO2, methaan (CH4) en nieuw celmateriaal.

### Fysische verwerking
Biomassa kan fysisch verwerkt worden door middel van persing of extractie van bijvoorbeeld koolzaad.

### Chemische verwerking
Tot slot kan biomassa ook chemisch verwerkt worden door een verestering. Op die manier kan biodiesel gemaakt worden van pure plantaardige olie.

## Energietoepassingen
De meeste biomassa kan door middel van verbranding worden omgezet in energie. De toepassingen van deze energie zijn opwekking van warmte, elektriciteit of aandrijving van vervoersmiddelen. In 2019 bestond 5% van het totale energieverbruik in Nederland uit door biomassa opgewekte energie. Daarmee vormde het 58% van het totale aandeel hernieuwbare energie (8,6%) in 2019. In 2015 werd 23% van de gebruikte biomassa in de EU ingezet voor energieopwekking.
Voorbeelden van biomassa ten behoeve van energieopwekking zijn houtpellets, suikerriet, mais, koolzaadolie, palmolie en dierlijk vet.
Het Centraal Bureau voor de Statistiek onderscheidt in Nederland de volgende vormen van gebruik van biomassa voor energietoepassingen:
- Afvalverbrandingsinstallaties (verbranding ongescheiden papier/karton, hout, gft-afval)
- Bij- en meestoken biomassa in energiecentrales
- Biomassa huishoudens (verbranding in openhaarden, inzethaarden, houtkachels, pelletkachels, houtskoolverbruik)
- Biomassaketels bedrijven (opwekking elektriciteit, warmte)
- Biogas (afkomstig uit stortplaatsen, rioolwaterzuiveringsinstallaties, co-vergisting van mest, overig)
- Vloeibare biobrandstof (biobenzine, biodiesel)

## Brandstof in energiecentrales
Verschillende Nederlandse kolencentrales voegen een deel biomassa toe in hun brandstof, bijvoorbeeld door houtkorrels aan de kolen toe te voegen. Deze biomassa is voor het grootste deel afkomstig uit het buitenland. Dankzij het bijstoken van biomassa wordt het gebruik van kolen teruggedrongen en geldt de elektriciteitsproductie deels als CO2-neutraal. Sinds 2003 kan er subsidie worden aangevraagd voor biomassa bijstook, na 2024 vervalt deze mogelijkheid. In het Energieakkoord uit 2013 werd een belangrijke rol toegedicht aan het meestoken van biomassa voor het behalen van de in dit akkoord gestelde doelen voor het aandeel hernieuwbaar opgewekte energie (14% in 2020, 16% in 2023). Hier staat tegenover dat de gebruikte biomassa aan de strengste duurzaamheidseisen moet voldoen. Over het bijmengen bestaat maatschappelijke discussie, omdat de subsidies kolencentrales open zouden houden en er twijfels bestaan over de duurzaamheid. Met de Wet verbod op kolen bij elektriciteitsproductie spoort de overheid energieproducenten aan om de kolencentrales volledig om te bouwen tot biomassacentrales, zoals RWE van plan is met haar Amercentrale.
Naast de biomassabijstook zijn er enkele kleinere biomassa centrales die alleen op lokaal gewonnen biomassa gestookt worden. Een voorbeeld van een biomassacentrale in Nederland is Biomassa Energiecentrale Sittard. In de gemeente Cuijk staat een kleine centrale waar houtsnippers verbrand worden.
Ook wordt in afvalverbrandingsinstallaties niet gescheiden ingezameld papier en karton verbrand voor energieopwekking. Gft-afval, dat een vorm van natte biomassa is, heeft bij verbranding een laag energierendement.

Nederland telt 42 grotere biomassa-installaties en -centrales. Anno 2019 zijn nog eens twintig centrales gepland.
 In België is NPG Energy de grootste energieproducent middels biomassaverbranding.

## Vloeibare biobrandstoffen
De meestgebruikte vloeibare biobrandstoffen zijn bio-ethanol en biodiesel.

### Bio-ethanol
| Energiebalans    | Energiebalans      | Energiebalans |
| Land             | Type               | Energiebalans |
| ---------------- | ------------------ | ------------- |
| Verenigde Staten | Maïs ethanol       | 1,3           |
| Brazilië         | Suikerriet ethanol | 8             |
| Duitsland        | Biodiesel          | 2,5           |
| Verenigde Staten | Cellulose ethanol  | 2–36          |

Bio-ethanol wordt verkregen via microbiële fermentatie van suikers (uit suikerriet, tarwe, mais, Triticale, rogge, gerst en suikerbieten), doorgaans met behulp van gisten als productie-organisme.
In 2006 zijn er in Europa zeven grote productiebedrijven van bio-ethanol, waarvan drie in Duitsland, drie in Spanje en één in Zweden. Daarnaast zijn er een tiental kleinere bedrijven vooral in Frankrijk. In 2006 werd 9 miljoen ton graan tot 3 miljoen ton bio-ethanol verwerkt. Het afval van de bio-ethanol productie kan als eiwitrijk veevoer gebruikt worden. Voor dit veevoer worden de merknamen Protamax en Protigrain gebruikt.
In september 2010 is in de Europoort bij Rotterdam een bio-ethanolfabriek van Abengoa geopend, met een capaciteit van 480.750 m³.
Bio-ethanol wordt gezien als milieuvriendelijke oplossing en alternatief voor het gebruik van fossiele brandstoffen (olieproducten). De uitstoot van CO2 door voertuigen is bij gebruik van bio-ethanol minder dan bij gebruik van benzine. Echter, productie van bio-ethanol kost ook energie en veroorzaakt ook CO2, net zoals de winning van aardolie en de productie van benzine. Wetenschappers van onder andere Wageningen Universiteit zeggen: koolzaad en mais als biobrandstof zijn geen oplossing, omdat productie en transport bijna evenveel energie kosten als ze opbrengen. Suikerriet scoort beter; 1 liter brandstof levert 8 liter op.
Met inzet van nieuwe technologie (2e generatie bio-ethanol) kunnen uit houtachtige materialen ook suikers vrijgemaakt worden, die vervolgens vergist kunnen worden naar ethanol. Het voordeel hiervan is dat ook niet eetbare planten(resten) hiervoor gebruikt kunnen worden. Verscheidene cellulose-ethanol testfabrieken zijn reeds operationeel.

### Biodiesel
Biodiesel wordt gewonnen uit plantaardige oliën via een eenvoudig chemisch proces. Meestal gebruikt men hiervoor koolzaad. Het voordeel van biodiesel ten opzichte van bio-ethanol is dat er geen aanpassingen aan de motor (van het voertuig) nodig zijn. Echter voor permanent biodieselgebruik moeten brandstofleidingen en pakkingen van een materiaal zijn dat zich niet laat aantasten door methanol. Dit vraagt in veel gevallen om aanpassing. Het nadeel is dat de grondstof voor biodiesel eerst bewerkt moet worden, wat milieubelastend is.
Voordelen van biodiesel ten opzichte van gewone diesel is het veel lagere zwavelgehalte en er een gereduceerde uitstoot van roet, koolwaterstoffen en aromaten.

## Effecten voor milieu en gezondheid
Duurzaamheidproblemen met het gebruik van biomassa zijn niet beperkt tot biomassa voor energie, maar kregen daar wel veel aandacht. Bio-energie zou immers duurzaam zijn, veel meer dan de klassieke fossiele energiebronnen. Er zijn problemen over concurrentie met voedselproductie, milieuvervuiling en gezondheidseffecten.

#### Voedselverdrukking
Een stuk vruchtbare grond kan benut worden voor de productie van voedselgewassen, maar ook voor energiegewassen bijvoorbeeld een palmolieplantage. Een toenemende vraag naar enerzijds voedsel door een groeiende wereldbevolking en anderzijds naar biomassa voor energie kan leiden tot keuzeproblemen. De mate waarin het grootschalige gebruik van biomassa voor energie de voedselproductie in het gedrang brengt, is het voorwerp van intens onderzoek. Er bestaat bezorgdheid dat de concurrentie tussen food en fuel de voedselprijzen al heeft doen stijgen.

#### Natuur
Het toenemend gebruik van biomassa kan de biodiversiteit schaden. Een stuk grond bestemd voor de productie van een energiegewas of bos is meestal eentonig, en kan daarmee een beperktere diversiteit aan organismen herbergen dan ongerepte natuur. Door een groeiende vraag naar grond voor biomassaproductie ten bate van bijvoorbeeld houtpellets kan er sprake zijn van ontbossing en verwoestijning. Het modelleren van deze effecten is complex.

### Milieuvervuiling, gezondheid en klimaat
Bij de verbranding van biomassa in vaste, vloeibare of gasvorm kunnen stoffen vrijkomen, waaronder broeikasgassen. Hoe deze uitstoot zich verhoudt tot de uitstoot veroorzaakt door fossiele brandstoffen, en het effect van deze uitstoot op het klimaat, is onderwerp van debat. Naast een effect op het klimaat kunnen er ook effecten zijn op de luchtkwaliteit.

##### De koolstofkringloop
Biomassa bevat koolstoffen, die door het betreffende organisme tijdens de groei aan de omgeving zijn onttrokken. Door onder meer verbranding of rotting kunnen deze koolstoffen weer vrijkomen in de atmosfeer. Deze korte koolstofkringloop vormt de basis voor het onder voorwaarden aanmerken van biomassa als duurzame brandstof door onder meer de Europese Unie.
Bij de verbranding van biomassa komt CO2 vrij. Daarbij gaat het om CO2 die relatief recent door planten aan de atmosfeer is onttrokken. Afgezien van de energie die is gemoeid met het transport van het materiaal en het bouwen van de verbrandingsovens, is dit een vrijwel CO2-neutraal proces. Dat is een groot verschil ten opzichte van de verbranding van fossiele brandstoffen, waarbij CO2 vrijkomt die zo lang was opgeslagen dat ze in praktische zin geen deel meer uitmaakte van de CO2-kringloop op deze wereld. In combinatie met de nog niet commercieel toegepaste CO2-afvang en -opslag zouden zelfs negatieve emissies gerealiseerd kunnen worden (BECCS). Wel is het zo dat het gebruik van biomassa voor verbranding enkel duurzaam is als het hout uit duurzame bosbouw komt, en niet uit ontbossing. Er is te weinig (duurzaam beheerd) bos aanwezig op Aarde om alle fossiele brandstoffen te vervangen door biomassa. Biomassa gebruiken als grondstof in de petrochemie of voor meubels en gebouwen houdt CO2 langer vast dan verbranding. Indien men biomassa prioritair gebruikt voor deze toepassingen, is dit een voorbeeld van cascadering.

##### Luchtvervuiling
Bij de verbranding van biomassa komen verschillende schadelijke stoffen vrij: stikstofoxiden, vluchtige organische stoffen, fijnstof, koolstofmonoxide, PAK’s, zware metalen, dioxines. Voor miljoenen mensen stelt biomassarook in huis een enorm gezondheidsprobleem. Maar ook moderne hout- en pelletkachels stoten op al deze punten meer uit dan aardgasketels. In de EU is verwarming met biomassa voor meer dan 40% van het totale fijnstof (PM2,5). Op het vlak van elektriciteitsproductie lozen biomassacentrales ettelijke keren meer van deze vervuilende stoffen dan andere thermaal aangedreven centrales (nucleair, aardgas en zelfs kolen). De uitlaat van voertuigen op biobrandstoffen is niet schoner dan op benzine of diesel.

##### Roet
Bij het verbranden van biomassa komt roet vrij onder de vorm van black carbon en brown carbon. Deze deeltjes absorberen licht en zorgen voor een opwarmend effect dat recent op gelijke voet is gesteld met dat van de antropogene koolstofuitstoot.

## Overheidsbeleid

### Europa
Richtlijn 2003/30 van de Europese Unie stelde dat tegen 2010 5,75% van de totale Europese energieconsumptie bio-energie moest zijn, in 2015 15% en in 2020 20%. Deze doelstelling staat echter ter discussie omdat er zorgen zijn over de effectiviteit en duurzaamheid van de biobrandstoffen. Daarbij speelt bijvoorbeeld de concurrentie met voedsel een rol.
Gevolg van deze discussie is, dat de grootste fracties in het Europees Parlement het in september 2008 eens zijn geworden over een lager percentage als streven voor biobrandstoffen. Het doel was dat in 2020 6 procent van alle brandstoffen voor verkeer biobrandstof is. Bovendien werden er eisen gesteld aan de duurzaamheid van de biobrandstof, zo moest de broeikasgasreductie ten minste 35% zijn ten opzichte van fossiele brandstoffen.

### Nederland
Nederland heeft in oktober 2008 de biobrandstoffendoelstellingen voor 2009 en 2010 aangepast. De biobrandstoffendoelstelling voor 2009 werd neerwaarts bijgesteld van 4,5% naar 3,75%. De doelstelling voor 2010 ging van 5,75% naar 4%.
Om onder meer de doelstellingen voor duurzame energie uit het Energieakkoord van 2013 (14% hernieuwbare energie in 2020, 16% in 2023) te behalen, heeft de overheid SDE-subsidies verstrekt voor het meestoken van biomassa in kolencentrales. Het kabinet heeft aangegeven hier geen nieuwe subsidies meer voor te verstrekken, en de laatste termijn loopt af in 2027.
Nederland heeft in het Klimaatakkoord een hoofdstuk gewijd aan biomassa. Daarin wordt gesteld dat de inzet van duurzame biomassa noodzakelijk is voor de verduurzaming van de economie en het realiseren van de klimaatopgave. Daarbij wordt gestreefd naar een zo hoogwaardig mogelijke toepassing. Teneinde biomassa zo efficiënt en duurzaam mogelijk te benutten wil het kabinet een integraal duurzaamheidskader opzetten. Hiertoe heeft het Planbureau voor de Leefomgeving de beschikbaarheid en mogelijke toepassingen van duurzame biomassa (behalve voedselproductie) in kaart gebracht. De Sociaal-Economische Raad (SER) heeft vervolgens een advies uitgebracht over draagvlak en uitvoerbaarheid van het duurzaamheidskader voor deze biomassa. De SER adviseert biomassa primair in te zetten als materiaal en in de chemie. Gebruik van biomassa voor bio-energie wordt alleen aangeraden als transitiebrandstof voor die toepassingen waar geen geschikte duurzame alternatieven beschikbaar zijn, zoals de scheep- en luchtvaart. Gebruik voor elektriciteit of warmte wordt afgeraden.

### België
Beleidsmatig en financieel wordt het verbranden van biomassa op diverse manieren aangemoedigd in het Vlaams gewest. Als verantwoording wordt aangehaald dat biomassa een goedkope manier is om de klimaatdoelstellingen te halen. Hoe de expansie van biomassa kadert met het behalen van de Europese grenswaarden voor schone lucht, die structureel overtreden worden in Vlaanderen, is niet expliciet aangegeven.
Verbranden van biomassa heeft vanaf omstreeks 2010 op verschillende manieren ondersteuning en subsidies verkregen, voor zowel warmte, elektriciteit als transport. Met 'Groenewarmtetenders' werden investeringen in "groene warmte" tot 65% of 1 miljoen euro gesubsidieerd. Om de zes maanden was er een ronde waar investeerders hun project kunnen indienen. Via 'Groenestroomcertificaten' werden inkomsten van biomassacentrales uit elektriciteitsverkoop tien jaar lang aangevuld (minimale waarde: 90 euro/MWh). De marktprijs van de certificaten kon nog hoger liggen dan deze minimumsteun. Ook bijstook in kolencentrales kwam in aanmerking. Ook kwamen er 'Warmtekrachtcertificaten' omdat een deel van de installaties voor kwalitatieve warmtekrachtkoppeling werkt op biomassa. Sinds 2006 krijgen ze hiervoor deze certificaten. De minimumprijs bedraagt 31 euro/MWh, is cumuleerbaar met groenestroomcertificaten en geldt gedurende tien jaar. Biodiesel en bio-ethanol genieten sedert 2009 van verplichte bijmenging aan de pomp (eerst 4% en sinds 2010 5,75%). Er zijn ook accijnsvrije productiequota die door aanbesteding zijn toegewezen (nog zeker tot 2019).